# Salvatore Samperi
Salvatore Samperi (* 26. Juli 1944 in Padua; † 4. März 2009 in Rom) war ein italienischer Filmregisseur und Drehbuchautor.

## Leben und Karriere
Salvatore Samperi kam aus einer großbürgerlichen Familie und studierte einige Zeit wie von seiner Familie gewünscht Jura an der Universität Padua. Mit 19 Jahren brach er das Studium allerdings ab, zog nach Rom und sammelte erste Erfahrungen beim Dreh von Industriefilmen. Er war ein Freund und Bewunderer des fünf Jahre älteren Regisseurs Marco Bellocchio, der ihm auch bei der Finanzierung seines Debütfilms Danke, Tante half. Mit Danke, Tante! war er im Wettbewerb der Internationale Filmfestspiele von Cannes 1968, die wegen der Studentenunruhen in Paris ohne Sieger abgebrochen wurden. Samperi sympathisierte selbst mit der 68er-Bewegung, was sich in vielen seiner Filme (bei denen er meist auch Drehbuchautor war) in satirischen Spitzen gegen das Bürgertum und traditionelle Familienstrukturen widerspiegelt.
Oft kreisten Samperis dramatisch-komische Filme um Liebesleidenschaften und Sehnsüchte, die ihre Protagonisten mit der Enge der Gesellschaft konfrontieren – etwa auch in seinen Filmen, mit denen er auf der Berlinale vertreten war: im Wettbewerb 1973 mit Malizia und 1979 mit Ernesto. In Samperis wahrscheinlich bekanntestem Film Malizia geht es um ein von Laura Antonelli gespieltes Dienstmädchen, dem in ihrem neuen Diensthaushalt von dem Witwer und zwei seiner Söhne Avancen gemacht werden. Antonelli wurde durch diese Rolle zum Star und Sexsymbol. Ernesto ist die Verfilmung eines Romans von Umberto Saba und handelt von den bisexuellen Liebeserlebnissen eines 17-Jährigen, unter anderem mit einem älteren Stallarbeiter. Außerdem inszenierte er 1974 die Komödie Der Filou mit Antonelli und Alessandro Momo als Liebespaar mit Altersunterschied sowie 1976 das Drama Skandal, in dem Lisa Gastonis Figur einer Pharmazeutin mit ihrem Angestellten (Franco Nero) ein abhängiges Liebesverhältnis eingeht. Samperis 1984 gedrehter Film Hunger nach Zärtlichkeit mit Monica Guerritore thematisiert eine inzestuöse Geschwisterbeziehung.
Gelegentlich, in einigen Fällen wohl auch aus finanziellen Gründen, drehte Samperi aber auch eine Reihe leichterer Filmkomödien. Die wohl nennenswerteste darunter ist auch die Filmsatire Sturmtruppen von 1976 sowie deren Fortsetzung aus dem Jahr 1982. Beide Filme basieren auf der in Italien bekannten Comicstrip-Reihe Die Sturmtruppen über einfältige Nazis. Einen Ausflug ins Giallo-Filmgenre machte Samperi 1970 mit Uccidete il vitello grasso e arrostitelo, für den Ennio Morricone die Filmmusik schrieb.
In der Filmkritik wurde Samperi großes Talent bescheinigt, allerdings auch, nicht bei jedem Film dieses wirklich ausgeschöpft zu haben. Nach 1986 wurde sein Output unregelmäßiger, seine Malizia-Fortsetzung Malizia 2mila wurde 1991 von Kritikern zerrissen. Er zog sich für über zehn Jahre aus dem Filmgeschäft in die Provinz zurück, ehe er ab 2004 mit einigen Fernseharbeiten zurückkam. Durch seine Regie bei der Fernsehserie L'onore e il rispetto erzielte er 2006 wieder Aufmerksamkeit, die sechsteilige, in den 1950er-Jahren spielende Familiensaga wurde von Kritikern positiv aufgenommen. Es wurde über ein Comeback Samperis als Kinoregisseur spekuliert, das aber durch seinen Tod im März 2009 mit 64 Jahren nie zu Stande kam.

## Filmografie
- 1968: Partner (nur Schauspieler)
- 1968: Danke, Tante (Grazie zia) (& Drehbuch)
- 1969: Cuore di mamma – auch Drehbuch
- 1970: Uccidete il vitello grasso e arrostitelo
- 1971: Ein Fischzug für 300 Millionen (Un'anguilla da 300 milioni) – auch Drehbuch
- 1972: Beati i ricchi – auch Drehbuch
- 1973: Malizia (& Drehbuch)
- 1974: Der Filou (Peccato veniale)
- 1974: La sbandata – Drehbuch, Produktion und Ko-Regie
- 1976: Sturmtruppen
- 1976: Skandal (Scandalo) – auch Drehbuch
- 1977: Nenè – Die Frühreife (Nenè) – auch Drehbuch
- 1979: Ernesto – auch Drehbuch
- 1979: Liquirizia – auch Drehbuch
- 1980: Erste Klasse (Un amore in prima classe) – auch Drehbuch
- 1981: Casta e pura
- 1982: Sturmtruppen 2 (tutti al fronte)
- 1983: Die flotten Teens von Rimini (Vai alla grande)
- 1984: Hunger nach Zärtlichkeit (Fotografando Patrizia) – auch Drehbuch
- 1986: La Bonne – auch Drehbuch
- 1991: Malizia 2mila – auch Drehbuch
- 1993: Wo warst Du in jener Nacht? (Dov'eri quella notte) (Fernsehfilm)
- 2004: Madame (Fernsehfilm)
- 2006: L'onore e il rispetto (Fernsehserie)
- 2008: Il sangue e la rosa (Fernsehserie)
- 2009: L'Onore e il Rispetto: Parte Seconda (Fernseh-Miniserie, 6 Folgen)